# Tričko

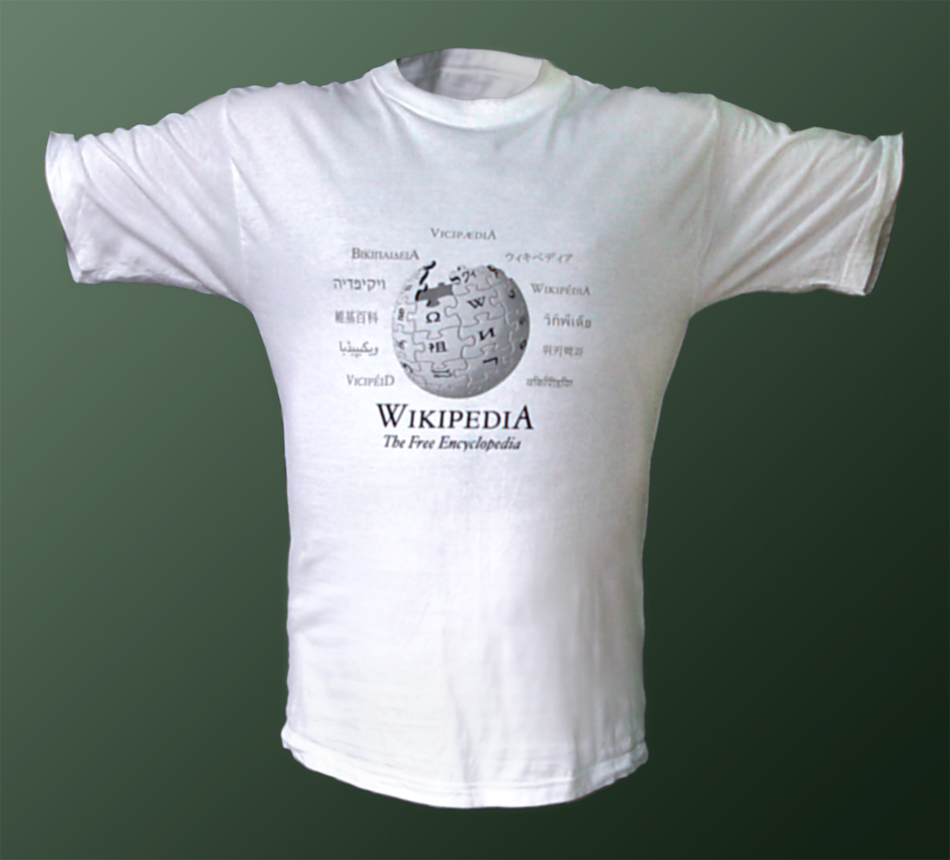
Tričko s logem Wikipedie

Tričko neboli triko (anglicky t-shirt) je pletený oděv pro horní část těla, s krátkým i dlouhým rukávem, kulatým i špičatým nebo jinak tvarovaným výstřihem. Nosí se jako osobní prádlo nebo (častěji) jako jednobarevný nebo potištěný vrchní oděv.

## Z historie trička
Původ trička není známý. Z různých domněnek se pokládá za nejvěrohodnější, že nejstarší předchůdce trička byla tunika, známá ve starověkém Egyptě asi od 3. tisíciletí před n. l. Původní „košile“ sahala až po kotníky, během staletí se z ní stal praktický oděv trochu podobného tvaru jako dnešní tričko, ze lnu nebo bavlny, s krátkými rukávy a s délkou většinou po pás.
Košile měla šosy, které se ovíjely kolem těla jako improvizované spodky. Vynález okrouhlého pletacího stroje v 60. letech 19. století a nabídky levné bavlněné příze umožnily hromadnou výrobu triček, nové vzory se začaly používat také jako svrchní ošacení. Asi od poloviny 20. století se zabývají vzorováním triček i známí dezinatéři.
V 21. století je tričko masový produkt. Např. v roce 2016 dosáhla celosvětová výroba 12,2 miliard kusů s výnosem (ve velkoobchodních cenách) 44,5 miliard USD.

## Výrobní technologie a náklady
Výroba trička probíhá obvykle v následujících stupních:
- výroba příze (bavlna, směs s polyesterem, příp.  barvení)
- pletení na okrouhlém stroji (příp. bělení/barvení a stříhání),
- šití (konfekce, často s přípravou ve stříhárně)
- finální úprava (potiskování, vyšívání, příp. barvení)[7]

Šití trička sestává z 10-15  různých pracovních úkonů s použitím až 3 druhů strojů.
V roce 2017 se uváděla průměrná maloobchodní cena trička s 15 USD při průměrných nákladech na materiál a zpracování 3,15 USD za kus. Velké obchodní řetězce platily ve 2. dekádě 21. století např. výrobci triček v Bangladéši za jednoduché produkty včetně dopravy do Evropy 1,40 € za kus.

## Galerie

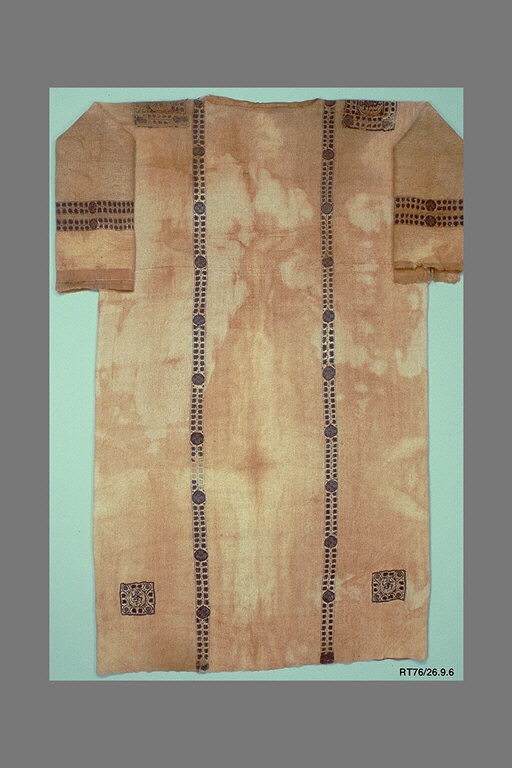
Tunika ze lněné a vlněné příze, pravděpod. z 5. století n. l. (Metropolitan Museum of Art, New York)
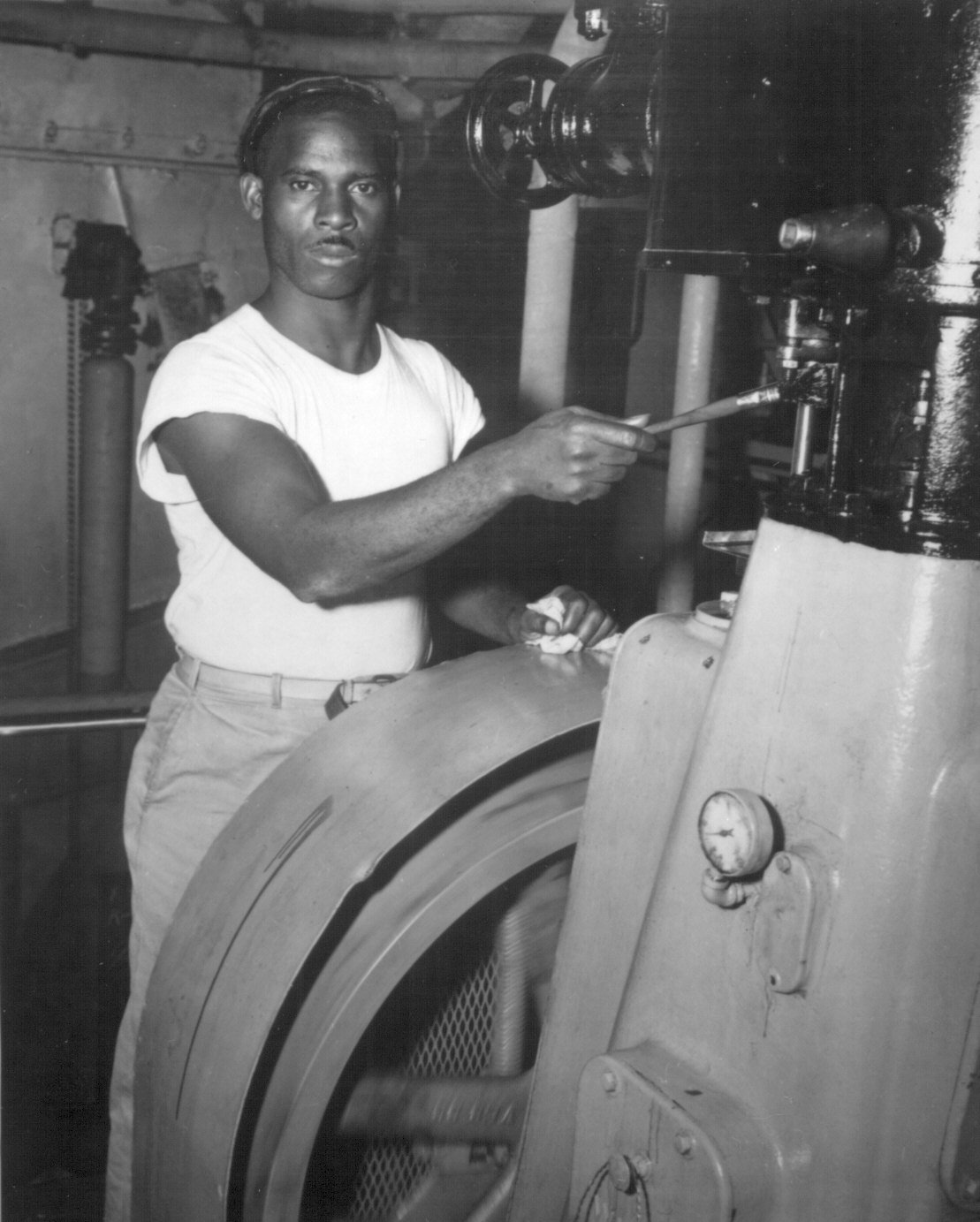
Dělník na americké obchodní lodi (1944)
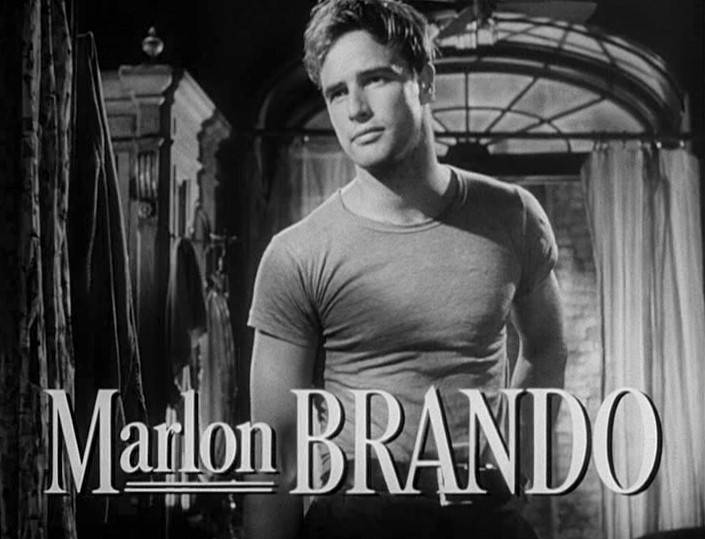
Trailer k americkému filmu z roku 1951
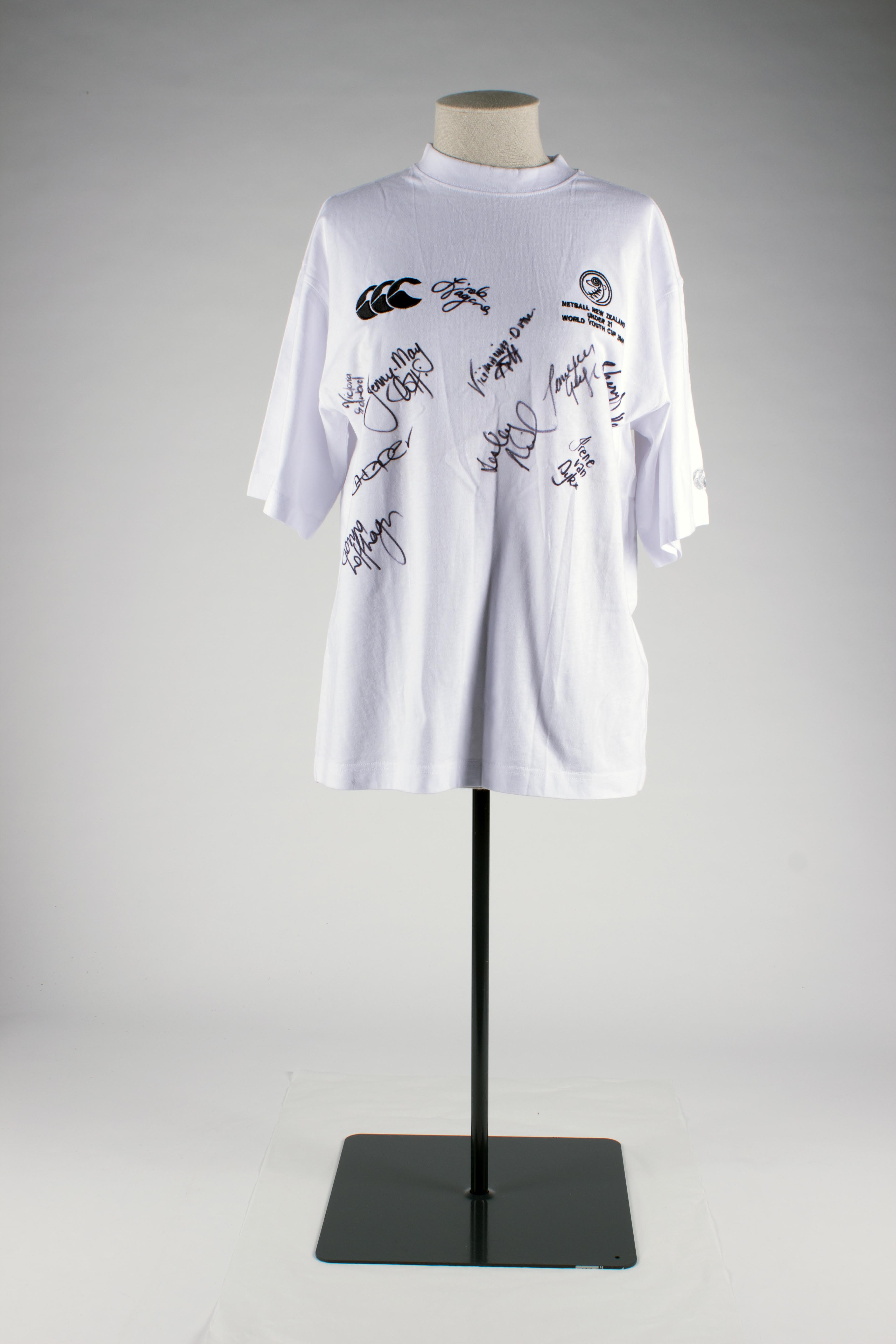
Tričko s výšivkami (Nový Zéland 2017)
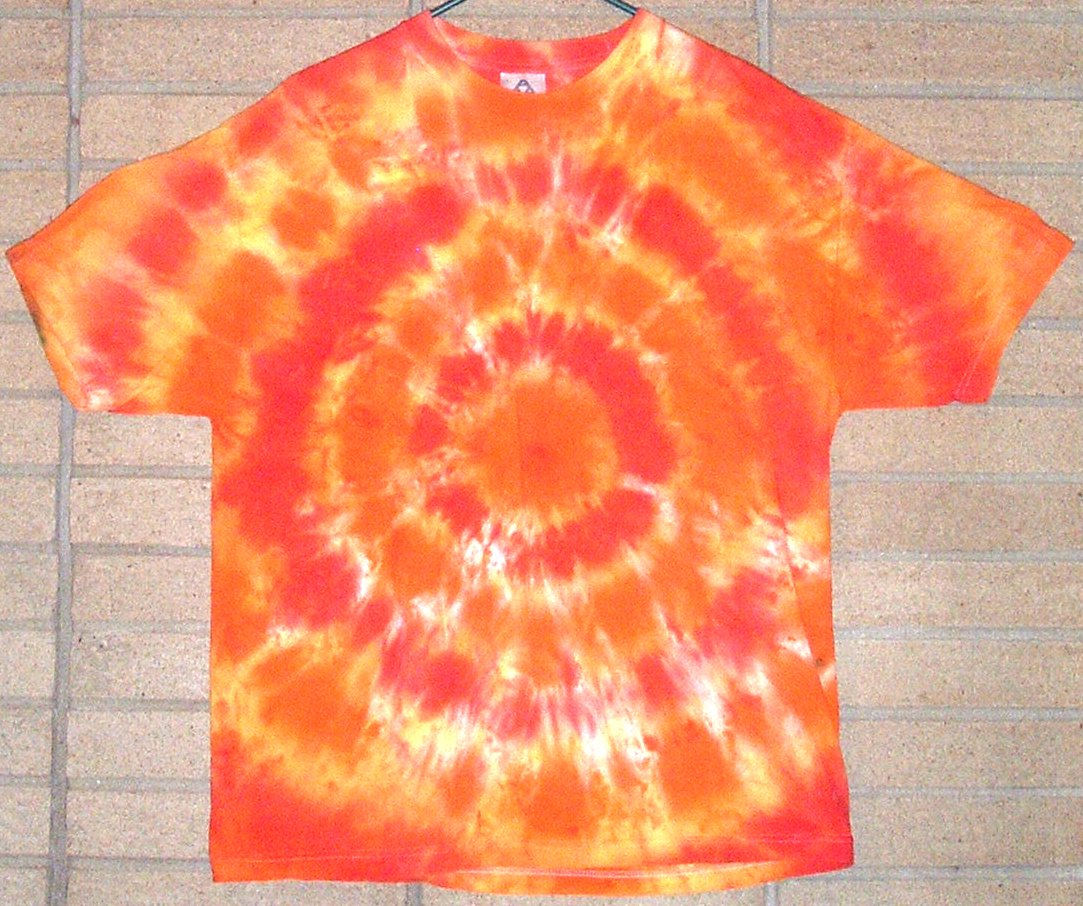
Tričko obarvené rezervní technikou (2005)